# Zarya (espaçonave)
A nave espacial Zarya foi um projeto secreto soviético do final dos anos 1980 com o objetivo de projetar e construir uma cápsula espacial reutilizável, que seria uma substituição com muito mais capacidade de carga para a nave espacial Soyuz. O projeto foi cancelado em 1989, "às vésperas do colapso da União Soviética".
Depois que o projeto foi arquivado em janeiro de 1989, por razões financeiras, o nome Zarya foi reutilizado para o primeiro dos componentes da Estação Espacial Internacional.

## Projeto
A nave espacial Zarya teria sido diferente de todas as espaçonave anteriores por ter uma matriz de uma dúzia de foguetes para fazer um pouso suave ao retornar à Terra, sem usar um paraquedas.

## Missão
A nave espacial Zarya teria transportado tripulação e suprimentos para a Mir, ou suprimentos apenas no modo automático. Ela teria tido uma tripulação normal de um ou dois, e ofereceria a possibilidade de transportar um máximo de oito a doze passageiros se fosse usado como um bote salva-vidas da Mir.